# بخش صالح‌آباد (بهار)

قلعهٔ قدیمی در میهمله علیا (بخش صالح‌آباد)

بخش صالح‌آباد یکی از بخش‌های تابعه شهرستان بهار در استان همدان در غرب ایران است.این بخش دارای ۲۷ روستا بوده و در محور ارتباطی بزرگراه همدان به سنندج و همدان به کرمانشاه قرار دارد. همچنین بخش اعظمی از جاده توریستی همدان به علیصدر از این بخش میگذرد و راه فرعی صالح آباد به حسن قشلاق دسترسی مسافران استانهای غربی به غار علیصدر را تسهیل می نماید.

== تقسیمات کشوری == استان همدان
شهرستان بهار
- بخش صالح آباد
  - دهستان دیمکاران
  - دهستان صالح‌آباد

نقاط شهری: صالح آباد

## جمعیت
بنابر سرشماری مرکز آمار ایران، جمعیت بخش صالح‌آباد شهرستان بهار در سال ۱۳۹۵ برابر با ۲۵٬۸۶۲ نفر بوده است. اکثریت مردم این بخش به زبان ترکی تکلم می‌کنند. همچنین زبان کردی نیز در این بخش رواج دارد.

## اشتغال
صنعت ترانزیت و حمل و نقل در این بخش رواج داشته و مرکز کامیونداران غرب کشور میباشد. همچنین تعداد زیادی ادوات کشاورزی مانند کمباین در سطح روستاهای بخش صالح اباد فعال می باشد. در برخی روستاهای صالح آباد صنعت چوب و مبلمان بصورت گسترده در حال فعالیت بوده و کشاورزی و دامداری نیز رونق دارد.

## گردشگری
وجود روستاهای تاریخی پرلوک ، میهمله سفلی ، لک در سطح بخش ، باغهای صالح آباد ، پهنه بر ، بابا علی ، دربند و حسن قشلاق ، ابنیه تاریخی شهر صالح آباد از جمله پل انگلیسی ، حمام تاریخی و عبور رودخانه سیمین از مرکز صالح آباد و نیز وجود محورهای مواصلاتی همدان به سنندج و همدان به کرمانشاه و قرار گرفتن در مسیر غار علیصدر باعث رونق گردشگری در این منطقه شده است.